# Cascades McWay
Les cascades McWay és una cascada formada per un salt d'aigua de 24 m d'altura que es troba a la costa de Big Sur, al centre de Califòrnia (Estats Units d'Amèrica), a uns 37 km al sud de Carmel-by-the-Sea.
Forma part del riu McWay Creek, que flueix durant tot l'any cap a l'oceà Pacífic a través del Julia Pfeiffer Burns State Park. L'aigua de la cascada cau directament a l'oceà, sent una de les dues úniques cascades que ho fa a Califòrnia; l'altra són les cascades Alamere.

## Història

### El Ranxo Saddle Rock

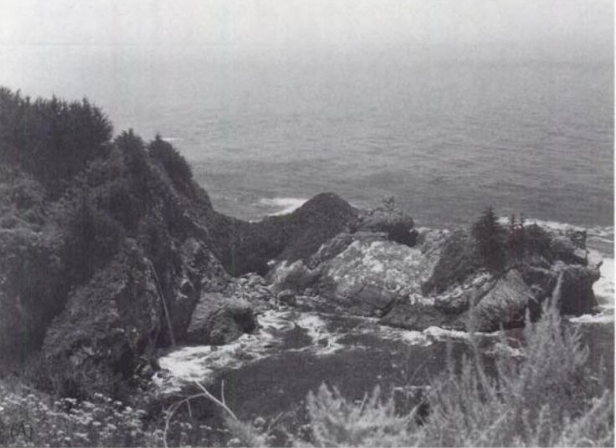
Les cascades McWay el 10 de juliol de 1963, caient directament a l'oceà, abans que les esllavissades i el material de la construcció l'autopista 1 formessin una platja

El 1924, el ric congressista estatunidenc Lathrop Brown i la seva dona, Hélène Hooper Brown, van visitar Big Sur. Van comprar el ranxo Saddle Rock, una propietat de 650 ha amb vistes a un promontori marítim conegut com a Saddle Rock i la petita cala protegida (McWay Cove), de propietat del pioner Christopher McWay. Hélène va ser bona amiga de Julia Pfeiffer Burns fins que Julia va morir el 1928. La neta de Julia, Esther Julia Pfeiffer i el seu marit Hans Ewoldsen, van ser cuidadors del ranxo Saddle Rock durant molts anys.
La família Brown va construir per primer cop una cabanya de fusta de sequoia gegant en un lloc situat a la part superior dels penya-segats, davant de les cascades McWay. El 1940 van reemplaçar la cabanya per una casa moderna de dos pisos anomenada Waterfall House (Casa de la cascada). La porta d'entrada estava incrustada amb un peix de llautó ornamental, un pop d'or i una rosa dels vents. L'interior estava decorat amb mobles i pintures clàssiques.
Durant la construcció de l'autopista California State Route 1 a través de Big Sur, el capatàs de ranxo Saddle Rock, Hans Ewoldsen, va treballar al taller de les màquines dels constructors de l'autopista per construir una turbina Pelton. Va utilitzar fusta de sequoia tallada a mà i altres materials que va comprar per construir-la. Va instal·lar la turbina al riu McWay Creek el 1932, junt amb un generador de 32 volts, i va ser la primera central elèctrica a la zona del Big Sur. Va subministrar energia elèctrica a tres residències, una ferreria i un funicular.

### Donació a l'estat
Lathrop i Hélène Brown van abandonar Big Sur per anar a viure a Florida el 1956, on Lathrop va morir el 1959. El 1961, Hélène Hooper Brown va donar tota la propietat a l'estat, estipulant que s'utilitzés com a parc i que s'anomenés com la seva bona amiga, Julia Pfeiffer Burns, «una veritable pionera». Va incloure l'obligació de convertir Waterfall House en un «museu per a la custòdia i exhibició de relíquies indígenes dels indis, flora i fauna de la zona costanera de Califòrnia i objectes històrics pertanyents al país del Big Sur», o bé que fos enderrocada. El museu no es va poder completar a temps, per diversos motius, que va incloure la competència del museu, l'escassetat de fons i el mal accés al lloc. Finalment, la mansió va ser enderrocada al 1965.
Es va construir un mirador sobre les cascades McWay Falls, al lloc de l'antiga casa .

## Topografia
El 1983, Big Sur va experimentar un dels anys més humits registrats, amb 225.700 mm de pluja. Fins a aquell moment, l'aigua de les cascades McWay queia directament a l'oceà. La gran pluja va provocar diverses esllavissades de terra i fluxos de fang, incloent una gran aportació de terra al nord del Parc Estatal Julia Pfeiffer Burns, l'1 de març. El flux de fang va entrar immediatament al oceà, al nord de les cascades, i l'autopista 1 es va tancar durant un any per a reparar la carretera. La reconstrucció va dipositar prop de 2.300.000 m³ de material lliscant a la costa, a la base del pendent.
L'acció de les ones va transportar gran part d'aquest material cap al sud, fins a McWay Cove, formant una platja de sorra sota les cascades, on no hi havia existit cap prèviament. El material solt del pendent sota la carretera continua contribuint amb la sorra al sistema costaner. Actualment, l'aigua de les cascades McWay cau directament sobre l'oceà només durant la plenamar, però amb el pas del temps la platja es pot desgastar i llavors l'aigua de les cascades tornaria a caure directament a l'oceà.

## Ús actual

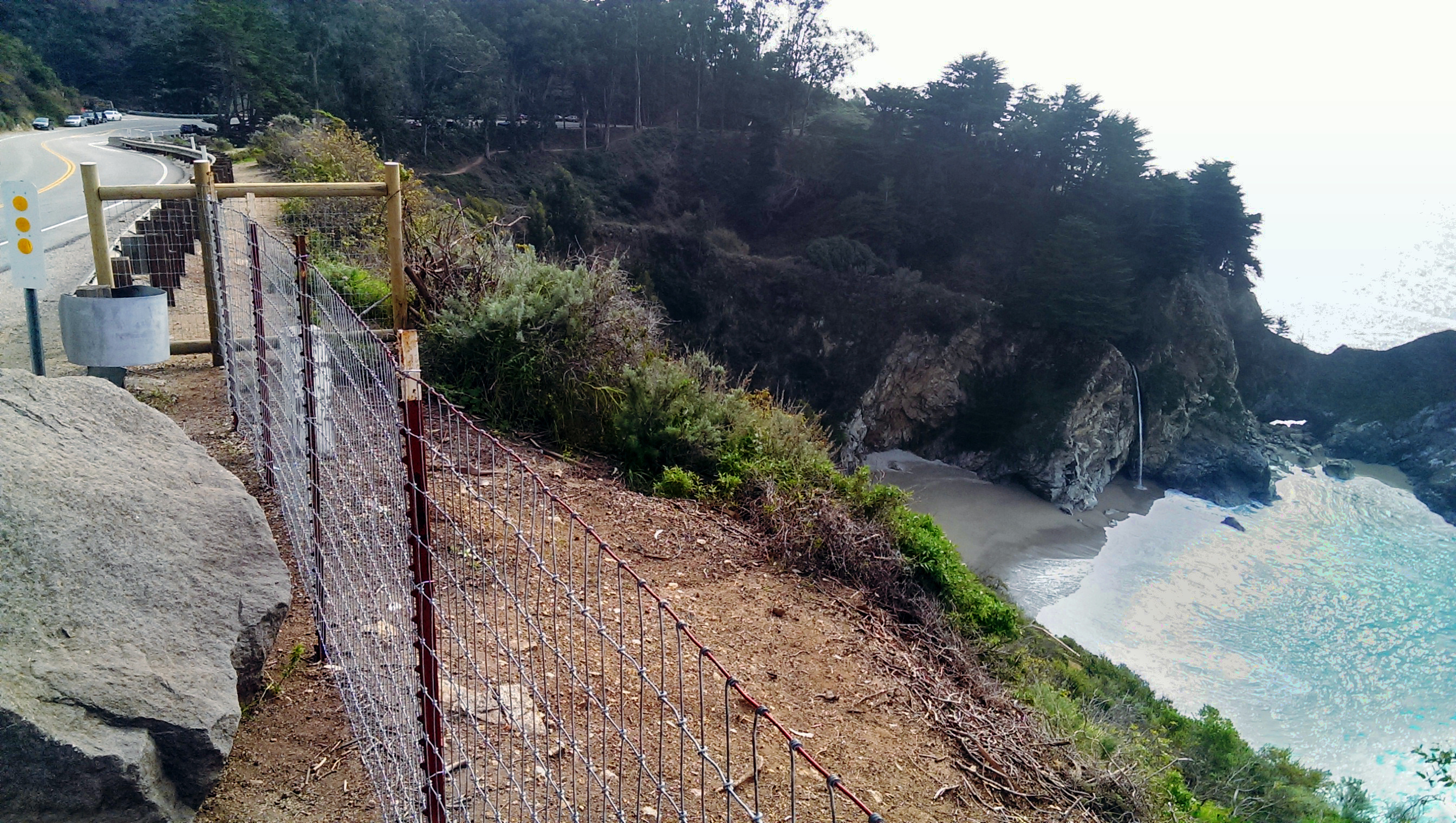
Les cascades McWay Falls són visibles des del voral de l'autopista 1, però no des de la mateixa carretera

A causa dels alts penya-segats que envolten la cala, la platja és inaccessible, excepte en vaixell, i s'hi pot arribar surfejant durant la plenamar. Es pot anar de McWay Creek cap al cim de les cascades McWay per un camí de 800 m que comença en una zona d'estacionament a l'est de l'autopista 1. Des de l'aparcament, els visitants poden caminar per un camí de terra per la vora de l'oceà i a través d'un túnel curt sota la carretera fins al mirador (The Cascading Overlook of McWay Falls), que va ser construït al lloc que abans ocupava la mansió de la família Brown.
Els visitants poden veure restes dels fonaments de la casa, el paisatge (incloses les palmeres) i el funicular. La turbina de Pelton original d'Ewoldsen es mostra en un petit edifici.

## En la cultura popular
Les cascades McWay apareixen al vídeo musical I Need a Doctor, de l'artista hip-hop Dr. Dre.